# Sherlock Holmes (film, 1932)
Pour plus de détails, voir Fiche technique et Distribution.
Sherlock Holmes est un film américain sorti en 1932, réalisé par William K. Howard.
L'intrigue du film, dite inspirée de la pièce éponyme à succès de William Gillette, constitue en réalité une suite narrative de cette pièce de théâtre. L'intrigue est donc nouvelle, mais reprend deux personnages clés de la pièce d'origine en plus de Sherlock Holmes, du Docteur Watson et du professeur Moriarty : Alice Faulkner et le groom Billy.

## Synopsis
Le film débute à Londres, où le professeur Moriarty (Ernest Torrence) vient d'être arrêté grâce à la perspicacité de Sherlock Holmes (Clive Brook). Au tribunal, Moriarty prononce un discours dans lequel il promet que les trois personnes impliquées dans sa condamnation mourront avant lui : le juge Erskin, le colonel Gore-King et Sherlock Holmes. Pendant ce temps, Holmes prévoit de commencer une nouvelle vie à la ferme avec sa fiancée Alice Faulkner.
Peu après, Moriarty parvient à s'évader de prison en tuant ses gardiens. Holmes est appelé pour enquêter sur la disparition du juge Erskine, qui a présidé le jugement de Moriarty. Holmes trouve Erskine pendu dans un placard caché dans son bureau, et démontre que c'est Moriarty qui l'a obligé à écrire la fausse lettre de suicide qui a été trouvée.
Au cours d'une fête foraine, Moriarty retrouve dans un musée de cire une bande de gangsters étrangers qu'il a fait venir à Londres : Homer Jones, Hans Dreiaugen, Manuel Lopez et Gaston Roux. Homer Jones (Stanley Fields) ne tarde pas à expliquer son plan pour mettre en place à Londres un racket à l'américaine auprès des tenanciers de pubs londoniens : ces derniers devront accepter de payer une « protection » aux gangsters (se faisant passer pour des professionnels en sécurité) pour éviter d'éventuelles attaques, organisées par ce même gang pendant la nuit.
Plus tard, Holmes est amené à s'attendre à une visite de Jones, et envoie le Docteur Watson (Reginald Owen) mettre à l'abri Alice. Selon un plan mis en œuvre par Moriarty, le colonel Gore-King (Alan Mowbray) arrive au même instant chez le détective, et ce dernier lui tire dessus en le prenant pour Jones. Néanmoins, malgré les apparences, c'est en réalité Sherlock Holmes qui tient les ficelles lors de cette séquence : le détective avait compris les intentions de Moriarty et Gore-King est complice de Holmes en se laissant passer pour mort. Holmes est déclaré meurtrier par les journaux et Moriarty pense que son rival est retenu en prison, alors que Scotland Yard ne l'a jamais véritablement arrêté. Néanmoins, Alice, qui apprend le supposé meurtre dans les journaux, perd sa confiance envers son futur mari, tout comme Billy, le groom du détective, qui est profondément attristé.
Jones échoue dans sa tentative de vendre une protection à un propriétaire de pub, et remplit la ville de jets de grenades et de tirs de mitrailleuses de prouver la nécessité d'accepter son racket. Afin d'éviter d'être remarqué par Moriarty, Holmes se déguise en une vieille femme pour aller prévenir le père d'Alice Faulkner (Ivan F. Simpson) que Moriarty est en train de creuser un tunnel sous sa banque. Lorsque Moriarty dit à Faulkner que sa fille a été enlevée, Holmes comprend par déduction qu'elle est détenue dans le tunnel, et part la secourir.
Pendant que le gang vole des pierres précieuses dans les coffres de la banque, Holmes prévient la police, et une fusillade s'ensuit. Moriarity tente de fuir, mais, comme il se prépare à utiliser Alice et Billy comme boucliers, il est abattu par Holmes. Les criminels mis hors service, Holmes reprend ses préparatifs pour épouser sa fiancée, et Gore-King accepte d'être son garçon d'honneur.

## Analyse
Le film, annoncé en introduction comme « inspiré de la pièce de William Gillette », n'est en aucun cas une adaptation de l'œuvre en question. Le film prend en réalité la suite narrative de la pièce de Gillette. En effet, la situation finale de l'intrigue de Gillette correspond à la situation initiale du film : Moriarty vient d'être arrêté par Scotland Yard grâce à Holmes, et le détective compte se marier à Alice Faulkner et commencer une nouvelle vie avec elle en province.
Néanmoins, un point important de la pièce est repris dans cette nouvelle intrigue : le jeune groom Billy est davantage mis en avant que le Docteur Watson comme collaborateur du détective. Le film va même plus loin, en donnant à Billy le rôle d'assistant du détective dans ses investigations. Billy prend donc le rôle habituellement tenu par Watson, y compris dans sa dimension de faire-valoir du détective auprès du spectateur. La dernière réplique du film, prononcée par Holmes, est ainsi « Elementary, my dear Billy! Elementary. » à la place du célèbre « Elementary, my dear Watson! » (bien que la réplique ne soit pas encore célèbre à l'époque du film). Watson est presque absent de l'intrigue et ne fait que quelques courtes apparitions.

## Fiche technique
- Titre original : Sherlock Holmes
- Titre français : Sherlock Holmes
- Réalisation : William K. Howard, assisté de Philip Ford
- Scénario : Bertram Millhauser
- Photographie : George Barnes
- Montage : Margaret Clancey
- Production : Fox Film Corp.
- Pays d’origine :  États-Unis
- Langue : Anglais
- Format : Noir et blanc - Son Mono
- Genre : policier
- Durée : 68 minutes
- Dates de sortie :
  - États-Unis : 6 novembre 1932

## Distribution
- Clive Brook : Sherlock Holmes
- Reginald Owen : Docteur Watson
- Ernest Torrence : Professeur Moriarty
- Miriam Jordan : Alice Faulkner
- Alan Mowbray : Colonel Gore-King
- Ivan F. Simpson : Faulkner
- Howard Leeds : Billy
- Stanley Fields : Jones

Acteurs non crédités :
- Roy D'Arcy : Manuel Lopez
- John George : un voyou dans la boutique d'oiseaux
- Claude King : Sir Albert Hastings
- Lucien Prival : Hans Dreiaugen